# Американский сигнальный рак
Американский сигнальный рак (лат. Pacifastacus leniusculus) — вид ракообразных, обитающий в западной части Северной Америки. По внешнему виду во многом напоминает широкопалого речного рака. Отличительный признак — белое пятно в развилке клешни. Американский сигнальный рак растёт быстрее широкопалого речного рака. Клешни по размеру больше и более круглой формы, чем у речных раков. Являясь естественным носителем рачьей чумы, устойчив против неё и может жить как в чистых, так и в грязных водоёмах. Он признан агрессивным инвазивным видом в Шотландии, куда его завезли в начале 90-х годов XX века. Американский сигнальный рак (Pacifastacus leniusculus) делится на три подвида: leniusculus , klamathensis  и trowbridgii. Подвид leniusculus иногда называется Калифорнийским, а  trowbridgii - Колумбийским раком. Колумбийский рак является самым неприхотливым из всех подвидов сигнальных раков и живёт даже в непроточных водоёмах, уживаясь со многими видами рыб.

## Внешний вид

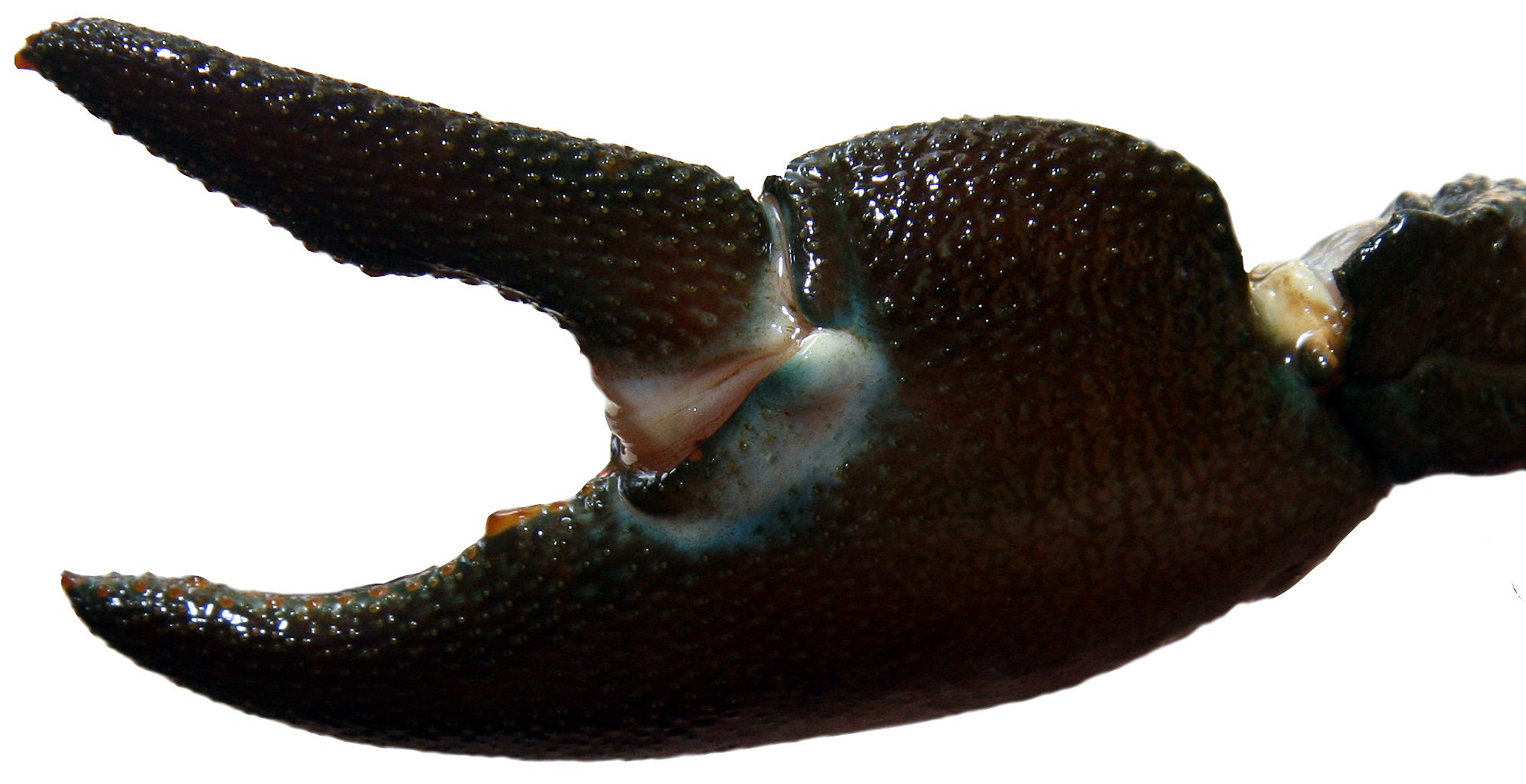
Отличительный видовой признак — белое овальное пятно на суставе клешни.

Представители вида Pacifastacus leniusculus, как правило, достигают 6—9 см в длину, хотя встречаются экземпляры длиной до 18 см. Подвид Pacifastacus trowbridgii отличается еще большим размером. Эти раки бывают сине-коричневого или красно-коричневого цвета. Клешни крупные и гладкие. На суставе клешни можно видеть пятно белого или сине-зелёного цвета, напоминающее флаг сигнальщика, что и послужило причиной названия вида .

## Жизненный цикл
Жизненный цикл рака типичен для представителя семейства Astacidae. Спаривание происходит осенью, самка откладывает от 200 до 400 яиц, которые она носит под своим хвостовым сегментом до следующей весны, когда малыши вылупляются из яиц. Раки проходят три стадии линьки до того, как оставляют свою мать. Половая зрелость достигается в возрасте от двух до трёх лет. Продолжительность жизни — в среднем до 20 лет. В неволе, продолжительность жизни может составлять более 20 лет. 

## Рацион
Раки всеядны, питаются в основном детритом. Исследование пищевых предпочтений этих раков показало, что и неполовозрелые и взрослые особи предпочитают детрит вне зависимости от стадии онтогенеза, плотности населения и наличия другой, даже более калорийной пищи (например, мелких беспозвоночных).

## Естественный ареал
Природный ареал вида включает в себя канадскую провинцию Британская Колумбия и штаты США Вашингтон, Орегон, Айдахо. В штате Калифорния он был запущен в реку Сан-Лоренсо в 1912 году, а оттуда он быстро распространился по всему штату. Возникшая конкуренция привела к тому, что единственный эндемичный калифорнийский вид раков — Pacifastacus fortis — сохранился лишь там, где были приняты меры, препятствующие проникновению американского сигнального рака. Кроме этого, американский сигнальный рак был завезён в Неваду и, возможно, в Юту. Американский сигнальный рак (Pacifastacus leniusculus) считается роющим видом. Он делает норы, глубиной до 2 метров, с взаимосвязанными туннелями и, следовательно, увеличивает эрозию и повреждение прибрежных сооружений. Подвид сигнального рака Pacifastacus trowbridgii, иначе называемый Колумбийский рак, напротив, считается не роющим, а занимающим различные укрытия на дне ( стволы деревьев, камни, неровности дна, водная растительность)..

## Распространение в Европе
В конце XIX — начале XX веков европейские речные раки подверглись инфекционному грибковому заболеванию (т. н. «рачья чума»), которую вызывает оомицет Aphanomyces astaci. В 1960-х годах ситуация дошла до предела. Чтобы восстановить популяцию раков, необходимую для коммерческой ловли, американские сигнальные раки, занимающие схожую экологическую нишу в своей природной среде, были импортированы в Швецию и Финляндию. Слишком поздно было обнаружено, что эти раки сами являются носителями инфекции (которая для них, как правило не летальна, в отличие от европейских видов).
На сегодняшний день американский сигнальный рак является самым распространённым инвазивным раком в Европе. Он встречается в 25 странах, от Финляндии и Великобритании на севере до Испании и Греции на юге. В Литву вид был ввезён из Швеции в 1972 году. В Великобритании, куда рак был завезён в 1976 году, он встречается на основной территории и на острове Мэн, но не встречается в Ирландии. В России вид зарегистрирован на территории Калининградской области.. Здесь Калифорнийский рак встречается в Синявинском озере, бассейне реки Преголя и окружающих озерах, предпочитая более чистую, проточную воду. В непроточных водоёмах часто встречается другой, более мелкий вид - Американской полосатый рак. В реках и озёрах Ленинградской области Российской Федерации, также встречается Калифорнийский рак, особенно на севере области. Сюда он попал из соседней Финляндии, куда его ввозили неоднократно в середине и конце 20 века. 